# DJI Inspire 3
Die DJI Inspire 3  ist eine ferngesteuerte Quadcopter-Drohne für kommerzielle Luftbildfotografie und Videografie, hergestellt vom chinesischen Technologieunternehmen DJI. Sie ist das Nachfolgemodell der DJI Inspire 2.

## Design und Entwicklung
Modellnummer T601
Die im April 2023 angekündigte Inspire 3 zeichnet sich durch ein aerodynamischeres Design als ihre Vorgänger aus. Die Inspire 3 behält die Zwei-Personen-Steuerungsmöglichkeit der Inspire 2 bei, verfügt aber über eine FPV-Kamera mit Nachtsicht-Sensor und eine Zenmuse X9-8K Air-Primärkamera/Gimbal mit Wechselobjektiven, die 8K CinemaDNG-Videos mit 25 fps oder 8K ProRes RAW-Videos mit 75 fps aufnehmen können; beide erfordern einen Lizenzschlüssel zur Nutzung. Die Drohne verfügt über das OcuSync 3 Pro Videoübertragungssystem, omnidirektionale Kollisionsvermeidung, GNSS und kinematische Echtzeit-Positionierung (RTK) mit GPS-, Galileo- und BeiDou-Satelliten und wird von vier Motoren des Modells 3511s angetrieben, die entweder die Standardpropeller des Modells 1671 oder die Höhenpropeller des Modells 1676 antreiben. Zwei 4280-mAh-TB51-Akkus verleihen der Inspire 3 eine Flugzeit von etwa 28 Minuten mit ausgefahrenen Landebeinen bzw. 26 Minuten im eingefahrenen Zustand. Die Drohne kann mit zwei Fernsteuerungen von zwei Piloten unabhängig voneinander gesteuert werden.

## Technische Daten
Quelle: Website des Herstellers
|                           | DJI Inspire 3                                                                                           |
| UAS-Klasse                | |
| Einführungsjahr           | 2023 |
| Startmasse                | 4310 g                                                                                                  |
| Maße (Diagonal)           | 685 mm (Landegestell unten) 695 mm (Landegestell oben)                                                  |
| max. Flugzeit             | 28 Minuten (Landegestell unten) 26 Minuten (Landegestell oben)                                          |
| Hindernisvermeidung       | Omnidirektional                                                                                         |
| max. Flughöhe (N.N)       | 3800 m (mit Standardpropellern) 7000 m (mit Höhenpropellern)                                            |
| max. Reichweite           | 15 km (FCC) 8 km (CE) (Einzelsteuerung) 12 km (FCC) 6,4 km (CE) (Dualsteuerung)                         |
| max. Steiggeschwindigkeit | 8 m/s                                                                                                   |
| max. Sinkgeschwindigkeit  | 10 m/s                                                                                                  |
| Windwiderstand            | 14 m/s                                                                                                  |
| max. Geschwindigkeit      | 94 km/h                                                                                                 |
| max. Fotoauflösung        | Gimbal-Kamera: 44 MP FPV-Kamera: 2 MP                                                                   |
| max. Videoauflösung       | Gimbal-Kamera: 8,1K/75 fps FPV-Kamera: FHD/60 fps                                                       |
| Bildsensor                | Gimbal-Kamera: 35 mm Vollformat CMOS                                                                    |
| Objektive                 | DL 18 mm F2.8 ASPH DL 24 mm F2.8 LS ASPH DL 35 mm F2.8 LS ASPH DL 50 mm F2.8 LS ASPH DL 75 mm F1.8 ASPH |
| Sichtfeld                 | FPV-Kamera: 161°                                                                                        |
| Gimbal                    | 3-Achsen                                                                                                |
| ISO Foto                  | 100 – 25600                                                                                             |
| ISO Video                 | 200 – 6400                                                                                              |
| Verschlusszeit            | 8 – 1/8.000 s                                                                                           |
| Max. Video Bitrate        | 50 Mbit/s                                                                                               |
| Fotoformat                | JPEG / DNG (RAW)                                                                                        |
| Videoformat               | MOV, CinemaDNG                                                                                          |
| Akku-Art                  | 2× Li-Ion                                                                                               |
| Akku                      | 4280 mAh                                                                                                |
| Positionsbestimmung       | GPS + Galileo + BeiDou                                                                                  |
| Übertragungssystem        | OcuSync 3 Pro                                                                                           |
| Interner Speicher         | 1 TB (SSD)                                                                                              |
| Betriebstemperatur        | −20 bis 40 °C                                                                                           |